# رونالد براي
رونالد براي (بالإنجليزية: Ronald Bray)‏ هو سياسي بريطاني (وحمل سابقاً جنسية المملكة المتحدة لبريطانيا العظمى وأيرلندا)، ولد في 5 يناير 1922، وتوفي في 22 أبريل 1984. حزبياً، نشط في حزب المحافظين. في الانتخابات العامة في المملكة المتحدة 1970، انتخب عضو البرلمان الخامس والأربعون للمملكة المتحدة عن دائرة Rossendale (UK Parliament constituency) ‏ (18 يونيو 1970 – 8 فبراير 1974) وفي الانتخابات العامة في المملكة المتحدة فبراير 1974 ‏، انتخب عضو البرلمان السادس والأربعون للمملكة المتحدة عن دائرة Rossendale (UK Parliament constituency) ‏ خلال فترته النيابية ‏ (28 فبراير 1974 – 20 سبتمبر 1974).